# Rzuchowa

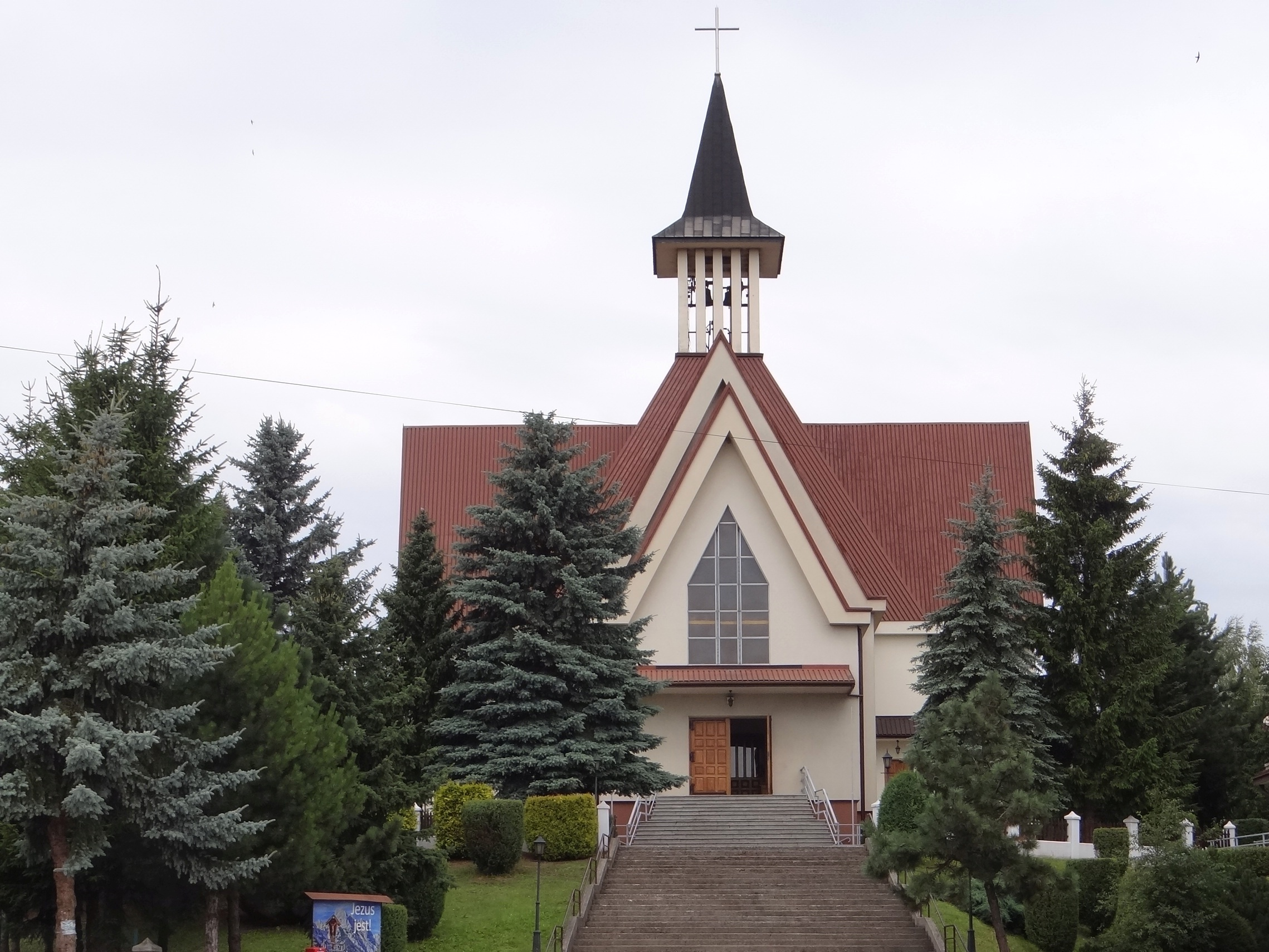
Kościół

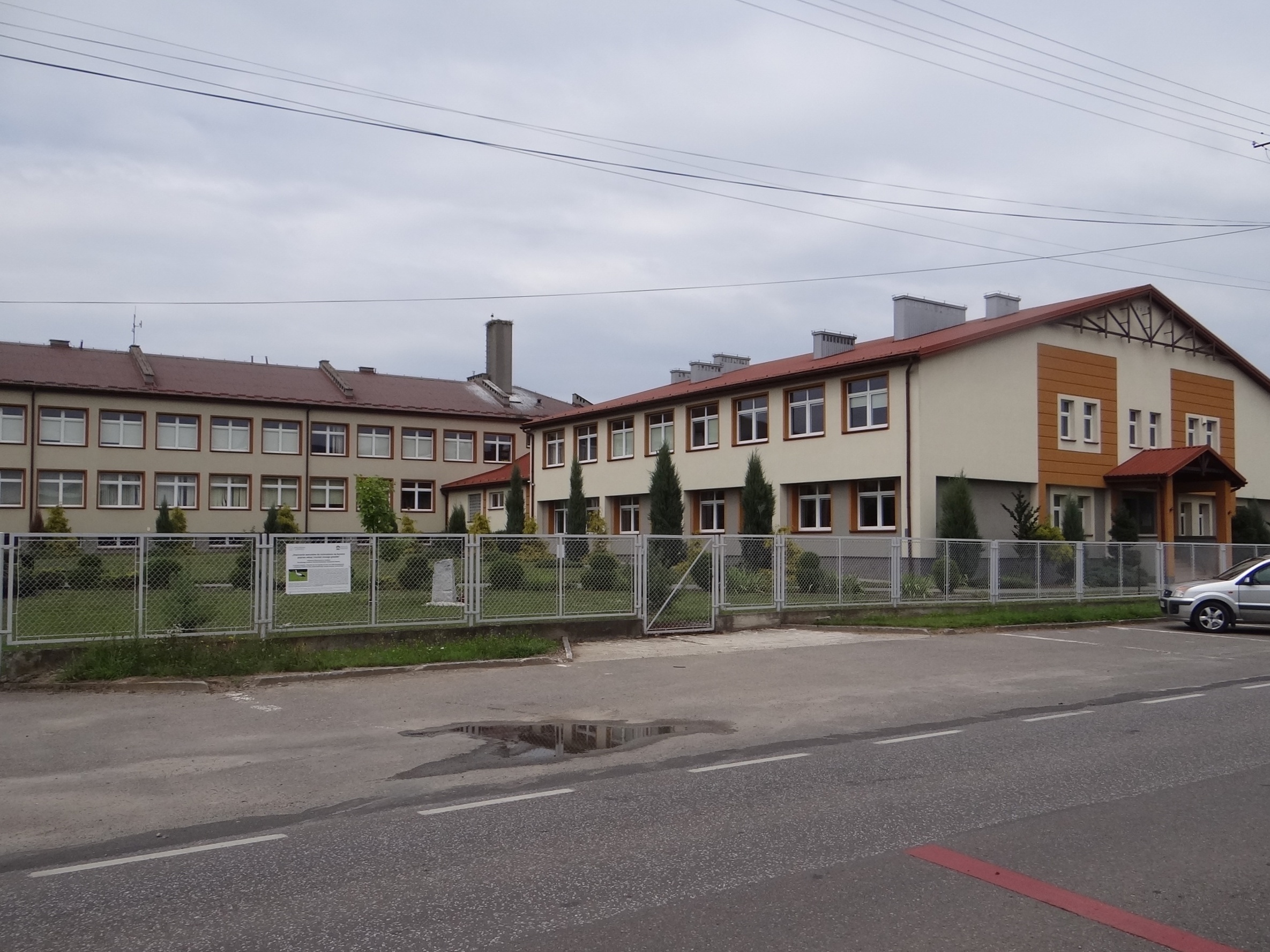
Szkoła

Rzuchowa – wieś w Polsce położona w województwie małopolskim, w powiecie tarnowskim, w gminie Pleśna. W latach 1975–1998 miejscowość administracyjnie należała do województwa tarnowskiego.

## Części wsi
| SIMC    | Nazwa    | Rodzaj    |
| ------- | -------- | --------- |
| 0827225 | Buczyny  | część wsi |
| 0827248 | Podgórki | część wsi |
| 0827254 | Podlesie | część wsi |
| 0827260 | Równie   | część wsi |

## Toponimia
Słownik „Nazwy miejscowe polskie” podaje najstarszy zapis wsi jako: Rszuchow w 1401. Wg autorów pierwotnie zapewne Rżuchowa. Nazwa wsi ma korzenie w dawnej nazwie osobowej „Rżuch”. Podstawa tego słowa wywodzi się od czasownika „rżeć” albo rzeczownika „reż”, czyli żyto. Przysiółki: Na Górach, Podgórki.

## Historia
Lokacja wsi przypada na początek XIV wieku jako fundacja rycerska rodu Gryfitów. Pierwsza wiadomość o tej miejscowości pochodzi z 1401. Historyczny kształt wielodrożnicy przemawia za starą metryką Rzuchowej.
W XV i XVI w. należała do Dębickich herbu Gryf. W 1470 właścicielem wsi był Mikołaj Dębicki. W 1474 wieś zostaje przeniesiona z prawa polskiego na niemieckie. W 1508 Rzuchowa wraz z Kłokową, Żdżarami i Pogórzem należała do Hieronima (Jeronima) Dębickiego. W 1536 właścicielem Rzuchowej był Felicjan Lubomirski, w 1575 Jan Dębicki, w 1663 kalwin Mikołaj Kotkowski a w 1666 Stanisław Kotkowski z żoną (oboje należący do kościoła reformowanego).
W 1679 w Rzuchowej poświadczona jest kaplica św. Katarzyny.
XVII wiek to rozkwit kalwinizmu, który miał miejsce również w tej wsi. W tym czasie powstały najstarsze części miejscowego dworu, czyli piwnica i tzw. kaplica protestancka. Idee protestanckie rozchodziły się z pobliskich Szczepanowic, w których mieściła się szkoła protestancka. Być może część chłopstwa identyfikowała się z tym wyznaniem.
Jeszcze w 1748 istniała w Rzuchowej drewniana kaplica pod wezwaniem św. Stanisława. Zbudowana ok. 1600. Według kroniki miejscowej parafii katolickiej sprofanowana (być może przejęta) przez miejscowych kalwinistów ok. 1635 roku.
Na początku XIX wieku wieś znajdowała się w rękach rodziny Olearskich. W 1827 wieś należała do Ludwiki Strzyżowskiej. W latach 1821–1840 Józef i Ludwika Strzyżowscy wydzierżawili Rzuchową Józefowi Komarowi i jego żonie.
W 1831 na epidemię cholery zmarło w Rzuchowej szesnaście osób.
W przededniu powstania styczniowego jednym z punktów, w których mieli się potajemnie zbierać ochotnicy przed wyruszeniem do Królestwa Polskiego był dwór w Rzuchowej, gdzie zarządca majątku Adam Sławiński służył powstańcom pomocą.
Na początku XIX w. właścicielami wsi byli Władysław Olearski i jego żona, Melania ze Strzyżowskich.
Od nich, w 1858, odkupił Rzuchową (i położoną w pobliżu Woźniczną) Józef Dietl, późniejszy prezydent Krakowa. W majątku gospodarował jego bratanek, Leopold, któremu w 1872 Józef Dietl przepisał majątek na własność pod warunkiem, że doczeka się potomków.
W liście z 1 lutego 1872 Józef pisał: „przestałeś być rządcą, stałeś się panem”. Wg niego Leopold miał być gospodarzem surowym ale i „ojcem, opiekunem i dobrodziejem gromady. Lepiej żeby stracił dwór, a nie chłop.” Wskazywał aby pobierane kary przeznaczać na ubogich w gminie a dla sąsiadów być uprzejmym i usłużnym. Radził też aby ożenić się z osobą nie bogatą, ale poczciwą i skromną. Sam profesor przyjeżdżał tu jedynie w święta i dni wolne od pracy. Jedynym okresem gdy zamieszkał w Rzuchowej na stałe były pierwsze lata po usunięciu go z uniwersytetu przez cesarza. Pretekstem była emerytura a prawdziwym powodem zbytnie promowanie polskości na uczelni.
We wsi stał wówczas murowany dworek otoczony stawami. Około 150 m powyżej dworku znajdowała się murowana kaplica pochodząca z XV w. Do kaplicy tej prowadził kryty ganek z czterema kolumnami. Pod koniec XIX w. we wsi funkcjonowała gorzelnia prowadzona przez Leopolda Dietla. Zatrudniała 6 osób. Kontyngent wynosił 342 hl.
11 listopada 1871 pożar w Rzuchowej zniszczył stodołę i dwa brogi. Straty wyniosły 10 900 złotych reńskich. Ogień prawdopodobnie podłożono.
W 1885 z myta na drodze powiatowej w Rzuchowej Fundusz Drogowy w ramach Rady Powiatowej Tarnowskiej osiągnął 505 złotych reńskich przychodu.
W 1886 w miejscowej prasie pojawiło się następujące ogłoszenie: „Do siewu pszenicę i żyto w doborowych gatunkach dostarczy Zarząd Gospodarczy w Rzuchowy. Zamówienia przyjmuje za okazaniem próbki Bank Galicyjski w Tarnowie”.
W 1887 zmarł w Rzuchowej Franciszek Dietl, ojciec Leopolda.

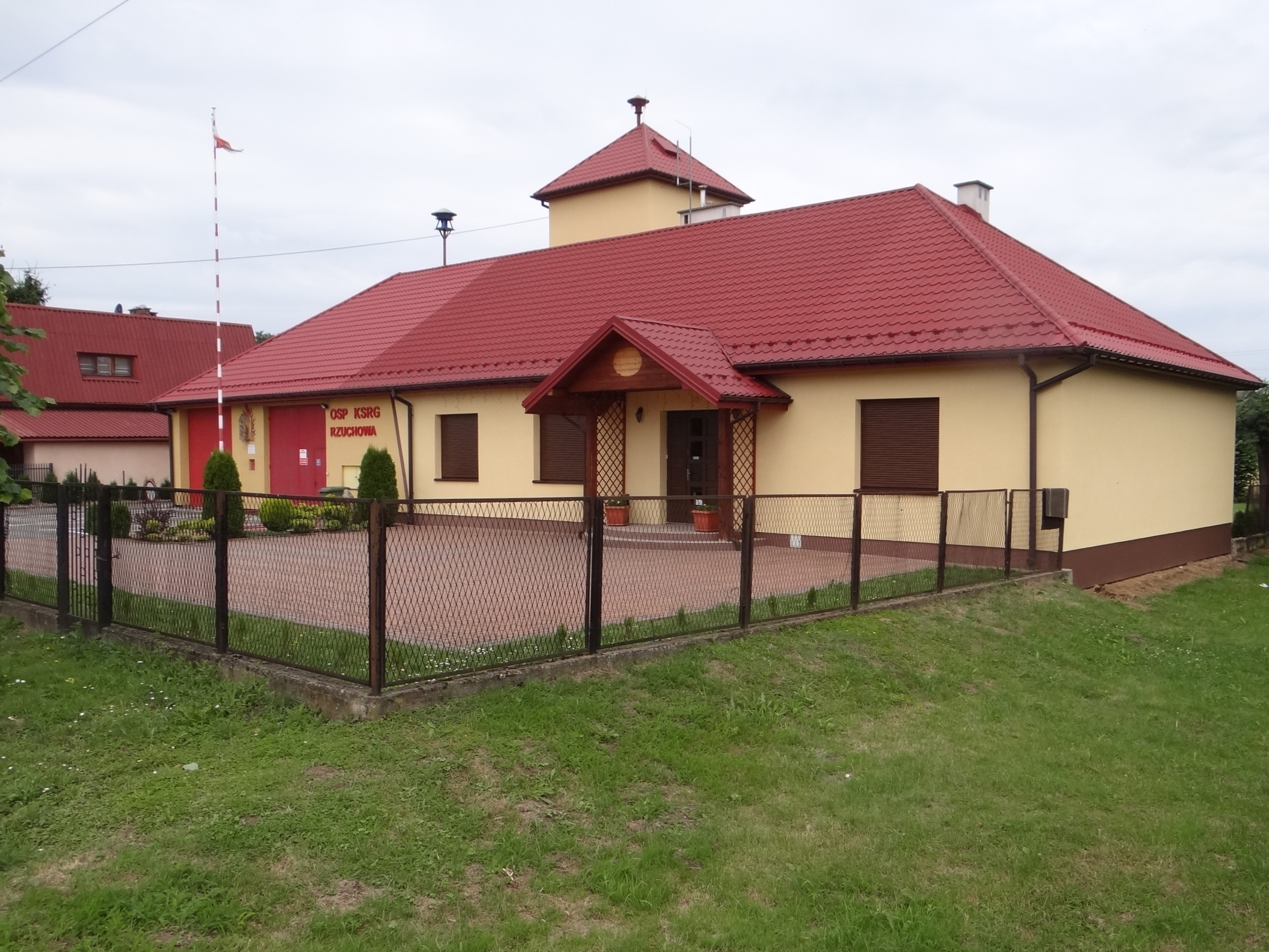
OSP Rzuchowa

Pod koniec XIX w. słownik geograficzny podawał: 
„Rzuchowa – wieś, powiat tarnowski, w okolicy pagórkowatej, na lewym brzegu Biały, wznies. 210 do 266 mt. npm., par.rz-kat. w Pleśny, tamże st. kol. Tarnów-Leluchów. Zbudowana nad potokiem, ma 35 dm., dwór, szkolę i gorzelnię. Odleglejsze grupy chat są: Buczyny (8 dm.), Podgórki (12 dm.) i Podlesie (16 dm.). Na obszarze dworskim 2 dm., a w Młynówce 7 dm. Ludność składa się z 566 osób; 549 rz.-katolików i 17 izraelitów. Obszar więk. pos. (Leop.Dietla) wynosi 343 roli, 7 łąk, 21 past. i 2 mr. lasu; pos. mn. 301 roli, 33 łąk, 48 past. i 2 mr. lasu. Gleba rędzinna, urodzajna. W XVI w. była Rzuchowa własnością Dębickich. Graniczy na płn. z Koszycami Małymi, na zachód ze Szczepanowicami, a na płd. z Pleśną.”
W 1888 Towarzystwo Szkoły Ludowej otwarło w Rzuchowej czytelnię przy kółku rolniczym. W 1906 księgozbiór liczył 361 tomów. Kierownikiem czytelni był Jan Frączkiewicz. Czytelnia pozytywnie wpłynęła na stosunki we wsi. Jak podawała Pogoń w 1892 w artykule „Stan czytelń ludowych za rok 1891”:
„Z Rzuchowy donoszą, że ludzie gromadzą się po domach dla słuchania gazetek, a w karczmie od Nowego Roku 1892 zaprzestano wyszynku. U ludu większa pracowitość, oszczędność, dbałość o uprawę roli i lepsze hodowanie inwentarza, spory chętnie kończą ugody.”
14 sierpnia 1898 w Rzuchowej miało miejsce huczne wesele Józefy Dietl (córki Leopolda) z Mieczysławem Mossorem C.K. adiunktem sądu. Początkowo zaślubiny miały odbyć się jedynie w niewielkim gronie rodzinnym ale jak donosiła Gazeta Lwowska z 30 sierpnia 1898:
„Kiedy orszak ślubny wyruszył z dworu w Rzuchowej do kościoła parafialnego w Pleśnej, otoczyli go w krakowskie stroje przybrani włościanie na koniach, a gdy minął kilka przez nich postawionych bram tryumfalnych i przybył do kościoła, zastało grono gości weselnych kościół przepełniony krewnymi, przyjaciółmi i znajomymi, oraz licznie zgromadzoną okoliczną ludnością włościańską. Dziatwa sypała młodej parze kwiaty pod nogi, z wszech stron składano najserdeczniejsze życzenia. Gdy miejscowy proboszcz ks. Łątka pobłogosławił związkowi, odprowadzili włościanie państwa młodych do dworu rzuchowskiego, gdzie ich przyjęły wiejskie dziewczęta oryginalnej treści piosnkami, na cześć młodej pary przez siebie ulożonemi i wręczyły jej wieniec z polnych uwity kwiatów. Gościnny właściciel domu suto ugościł włościan, dających mu takie dowody życzliwości poczem, przy dźwiękach wiejskiej muzyki rozpoczęły się pląsy, do późnej trwające nocy.”
W 1901 Jan Tadeusz Frączkiewicz z Rzuchowej otrzymał na Uniwersytecie Jagiellońskim „stopień doktora wszech nauk lekarskich”.
1 kwietnia 1909 otwarto w Rzuchowej nowy urząd pocztowy z kasą oszczędności. Rejon pocztowy oprócz Rzuchowej objął Lubinkę i Szczepanowice z Jodłówką Szczepanowską.
W 1906 Dietlowie przenieśli się do Krakowa, a majątek w Rzuchowej sprzedali w 1908 tarnowskiej kapitałowej spółce żydowskiej (Munderer, Lius, Perlberg, Glaser), od której w 1911 pomniejszony folwark wykupił Jerzy Matejko (syn Jana) i jego żona Kamila. W następnym roku majątek został odsprzedany Aleksandrowi Chilewskiemu, który założył dobrze prosperujące gospodarstwo specjalizujące się m.in. w uprawie warzyw oraz hodowli ryb i bydła.
W maju 1914 w tarnowskiej „Pogoni” pojawiło się następujące ogłoszenie: „Na sezon letni są do wynajęcia dwa pomieszkania, składające się z 2 pokoi i kuchni. Ogród spacerowy. Piękna okolica. Informacji udziela Zarząd Dóbr Rzuchowa”. Zapewne była to kontynuacja ogłoszenia z 1901 gdzie:„Domek chłopski na wsi jest na całe lato do wynajęcia. Bliższych szczegółów udzieli Zarząd Gospodarczy w Rzuchowie”. Leopold Dietl promował agroturystykę na  zjeździe delegatów kółek rolniczych okręgu tarnowskiego informując, że „za mieszkania wynajmowane letnikom, nie płaci się podatku czynszowego”.

### I wojna światowa
W 1914 sztab armii austriackiej zajął dwór, gospodarzowi zaś zginęła część starego srebra, wiano jego żony Anny, podejrzenie o kradzież rzucono na wojsko. Kiedy front znów wrócił do Rzuchowej, specjalnie w akcie zemsty armia ostrzelała dwór w Rzuchowej, chcąc go zniszczyć. Jeden pocisk trafił w daszek na ganku, drugi w piwniczkę pod kapliczką, powstał pożar, ale Rosjanie dość wcześnie go spostrzegli i ogień ugasili. Spaliły się tylko budynki inwentarskie.

### Okres międzywojenny
Po wycofaniu się wojsk Chilewski wybudował stodoły, stajnie, odrestaurował budynek mieszkalny i mur od strony podwórza gospodarczego. Wspierał sanację. Został wybrany prezesem tarnowskiego Okręgowego Towarzystwa Rolniczego.
31 marca 1922 zamknięto urząd pocztowy w Rzuchowej.

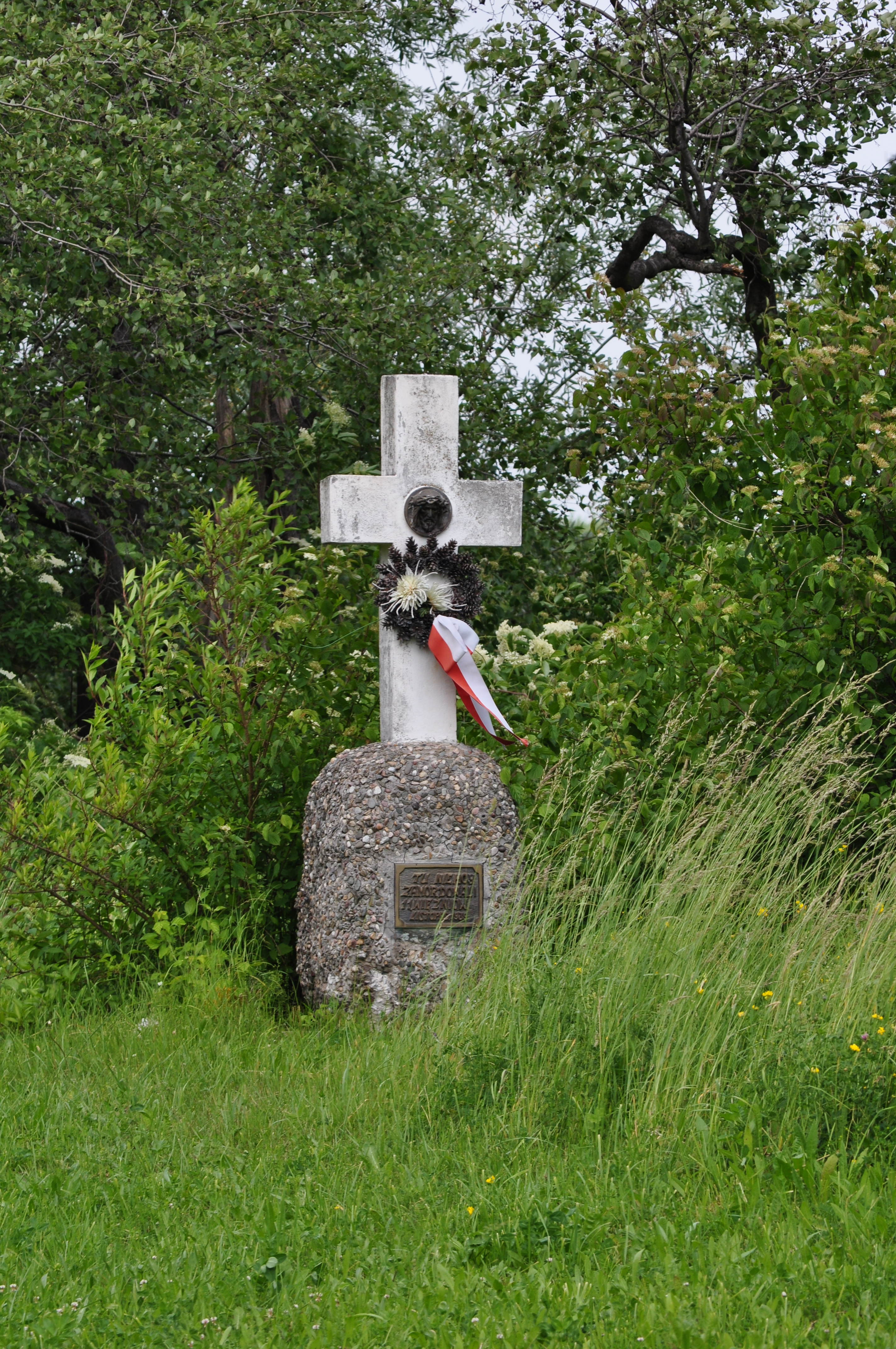
Pomnik upamiętniający 11 osób przewiezionych z więzienia i zabitych przez Niemców w listopadzie 1939 r. nad starorzeczem rzeki Biała. Fot.2012.06.02

### II wojna światowa
W listopadzie 1939 nad starorzeczem rzeki Biała Niemcy zabili 11 osób przewiezionych z więzienia. Pogranicze Rzuchowej i Koszyc Małych z racji trudno dostępnych skarp i lasów a przede wszystkim bliskiego sąsiedztwa Tarnowa było kilkukrotnie wykorzystywane przez Niemców do masowych egzekucji.

### Współcześnie
W 1946 mocą dekretu PKWN majątek zostaje przejęty przez Skarb Państwa i rozparcelowany.
Jednostka OSP Rzuchowa powstała w roku 1951 z inicjatywy mieszkańców Rzuchowej. Jej założycielem był Komendant OSP Koszyce Wielkie – Jan Liszka. Pierwszym Komendantem jednostki był Roman Najdała, następnie Aleksander Gąsior a od 2000 Tadeusz Szczupał. W 2011 miejscowa OSP została włączona do Krajowego Systemu Ratowniczo Gaśniczego a jej specjalizacja to ratownictwo wodne oraz techniczne.
4 czerwca 1981 powstała samodzielna parafia w Rzuchowej, wyłączona z parafii Pleśna.
W 1990 zakończono remont dworu w którym utworzono w latach 1991–2011 dom pomocy społecznej.
W 1995 kompleks otaczający dwór wraz z zespołem folwarcznym wrócił w ręce prywatne.
Obecnie w zabudowaniach dworskich mieści się w placówka opiekuńczo-wychowawcza. 1 września 2011 otwarto Powiatowy Dom Dziecka w Rzuchowej „Promyk”..Docelowo znajdzie się tu 26 dzieci do czasu, aż osiągną pełnoletniość lub trafią do rodziny zastępczej.
W sobotę 22 sierpnia 2015 uroczyście otwarto Centrum Produktu Lokalnego w Rzuchowej. Obiekt powstał kosztem blisko 840 tysięcy złotych w miejscu dawnej wozowni przy starej stodole dworskiej. CPL należy do stowarzyszenia „GRUPA ODROLNIKA”.

## Zabytki
Obiekt wpisany do rejestru zabytków nieruchomych województwa małopolskiego.
- Zespół dworsko-parkowy.

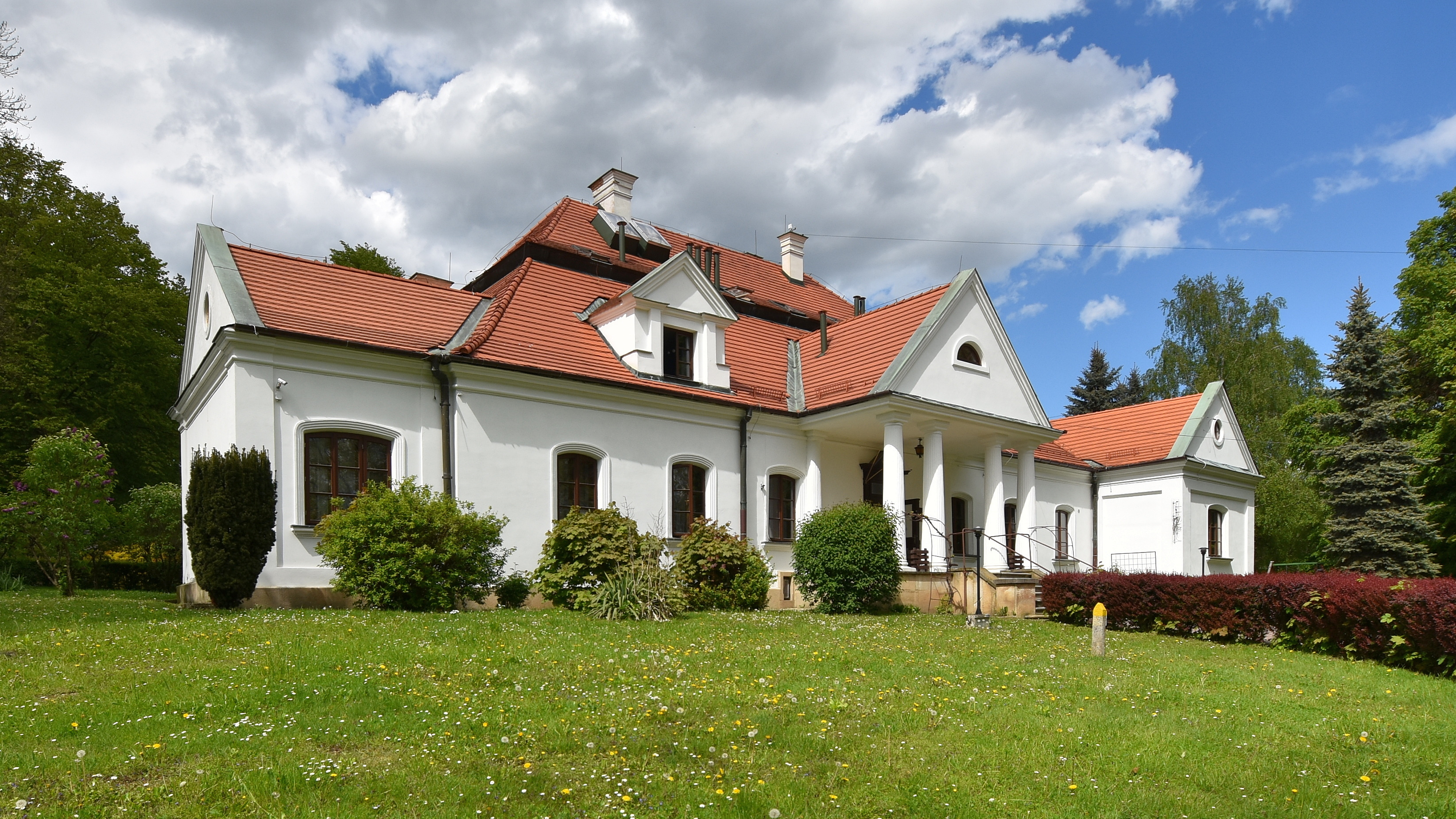
Dwór, elewacja frontowa

Dwór szlachecki pochodzi z XVII wieku. Usadowiony na wzniesieniu, otoczonym XIX-wiecznym parkiem o powierzchni 1,7 ha. Teren parku opada terasami w kierunku wschodnim. Z portyku rozciąga się widok na stawy. W niewielkiej odległości od dworu znajdują się tzw. Góry Pańskie. Powierzchnia wokół parku dworskiego wynosi 15.29 ha co stanowi jedno z najbardziej rozległych ocalałych założeń w Małopolsce.
Dwór znajduje się w dobrym stanie technicznym. Wyremontowana została część budynku starej stodoły w której zlokalizowano Centrum Produktu Lokalnego w Rzuchowej. Nie zachowały się pozostałe zabytkowe zabudowania folwarczne. Tereny parku i stawów są od lat nieużytkowane i ulegają degradacji. Park wymaga rewaloryzacji.

## Szkoła
Józef Dietl został fundatorem miejscowej szkoły wybudowanej w 1872 roku. W 1910 galicyjskie prezydium namiestnictwa przyznało Janowi Frączkiewiczowi, emerytowanemu nauczycielowi szkoły ludowej w Rzuchowej, w okręgu tarnowskim, Medal Honorowy za Czterdziestoletnią Wierną Służbę.

## Tradycje sadownicze i uprawa warzyw
Wieś w okresie międzywojennym i latach późniejszych charakteryzowała się wyjątkowo dużą produkcją warzywno-sadowniczą w stosunku to typowej produkcji rolnej. Pod tym względem stanowiła ona istotne zaplecze aprowizacyjne dla pobliskiego miasta Tarnowa. Pagórkowaty teren i warunki mikroklimatyczne sprzyjały uprawom.
Już w 1869 potwierdzone są uprawy sadownicze a Towarzystwo Krakowskie polecało zrazy z drzew z tej okolicy. Józef Dietl przekazał w 1868 do weryfikacji następujące odmiany (zapewne po poprzednich właścicielach folwarku):
| Gatunek | Odmiana                  | Opis                                                                                                 |
| ------- | ------------------------ | --- |
| Jabłoń  | Gravenstein              | „Sabina. Jabłko cudnej woni. Trwa od października do Bożego Narodzenia.”                             |
| Jabłoń  | Gdańskie Graniaste       | „Malinowe jabłko. Kalwil zielony. Trwa od października do Bożego Narodzenia.”                        |
| Jabłoń  | Złota holenderska reneta | „Kaselska. Trwa od października do Bożego Narodzenia.”                                               |
| Jabłoń  | Reneta biała kanadyjska  | „Trwa od listopada do wiosny.”                                                                       |
| Jabłoń  | Sztetyna czerwona        | „Żelazne jabłko. Trwa od grudnia do lata.”                                                           |
| Jabłoń  | Reneta muszkatelka       | „Margil apple. Jabłko majowe. Wyborna do lata trwająca.”                                             |
| Grusza  | Dobra szara maślaczka    | „Belle Gabrielle. Gute grane. Trwa przez 14 do 20 dni września.”                                     |
| Grusza  | Biała jesienna maślaczka | „Kaiserbirne. Nie udaje się w ścisłych iłach i zimnej glebie. Dojrzewa w październiku. Trwa 14 dni.” |
| Grusza  | Kapiomonta jesienna      | „Capiaumont. Callebase Vass. Dojrzewa w połowie października i trwa dni 20.”                         |
| Grusza  | Maślaczka Napoleona      | „Trwa przez cały listopad.i grudzień do Bożego Narodzenia.”                                          |
| Grusza  | St. Germain              | „Zimowa bergamota. Trwa od listopada do lutego. Ale w końcu więdnieje, więc najlepsza w grudniu.”    |

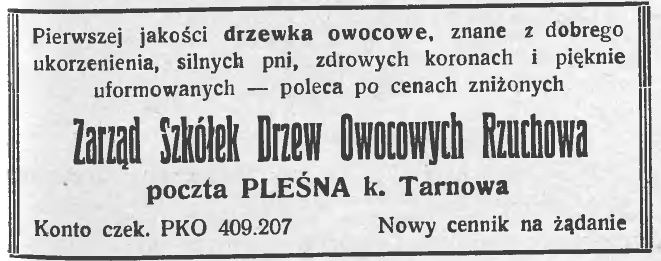
Ogłoszenie szkółki A.Chilewskiego z 1936 roku.

W 1911 wieś liczyła 54 gospodarstwa. Oprócz pięciu bogatszych gospodarzy, reszta była zadłużoną biedotą. Sytuacja poprawiła się dopiero w okresie międzywojennym, kiedy to za przykładem szkoły – wieś i dwór zaczęły masowo zajmować się uprawą warzyw, których zbyt zapewniony był w Tarnowie. Bowiem już w listopadzie 1888 na wystawie owoców w Wiedniu nagrodzono brązowym medalem Towarzystwa Ogrodniczego i jednym dukatem w złocie m.in. Jana Frączkiewicza z Rzuchowej, nauczyciela w miejscowej szkole.
W latach 30. XX w. właściciel majątku rzuchowskiego Aleksander Chilewski prowadził szkółkę drzew owocowych w Rzuchowej.
| Gatunek   | Odmiany |
| --------- | --- |
| Jabłonie  | Piękna z Boscoop, Reneta Baumana, Reneta Landsberska, Reneta Blenheimska, Kronselska, Kantówka Gdańska, Papierówka Biała, Oliwki |
| Grusze    | Bera Hardy’ego, Bera Lieńska, Dobra Ludwika, Salizbury, Tirriotka, Komisówka, Plebanka, Józefinka                                |
| Czereśnie | Piękna z Orleanu, Majowa wczesna, Najwcześniejsza, Czarna Froma, Czarna Późna, Różowa Wielka, Olbrzymka, Hedelfinger             |
| Wiśnie    | Osthaimska, Łutówka |
| Śliwy     | Węgierka zwykła, Włoska, Rengloda Althana, Ulena                                                                                 |

## Dom Pomocy Społecznej w Rzuchowej
W latach 1991–2011 w rzuchowskim dworze funkcjonował Dom Pomocy Społecznej. Powołany został do życia 4 listopada 1991 zarządzeniem nr 52/91 wojewody tarnowskiego. Dom zapewniał całodobową opiekę dla 30 starszych osób, obejmującą między innymi świadczenia zdrowotne, rehabilitację oraz zajęcia terapeutyczne.

## Sport
- Klub Sportowy Rzuchowa – drużyna, występująca w Tarnowskiej klasie okręgowej, i rozgrywa mecze na stadionie w Rzuchowej
- Uczniowski Klub Sportowy „Omega” Rzuchowa

## Produkty regionalne
Masło rzuchowskie – tradycja wyrabiania masła rzuchowskiego sięga ponad 60 lat. Jedynym surowcem do jego wytwarzania jest śmietana pozyskiwana z mleka krów rasy polskiej czerwono-białej. Wyrabiane jest ręcznie w drewnianych maselnicach według zachowanej, starej receptury. Może być używane do smażenia, omaszczania makaronów i pierogów, jak też wypieku ciast. Masło rzuchowskie zostało uznane za najlepszy produkt ziemi tarnowskiej w 2011, a w 2012 roku razem z fasolą zajęło pierwsze miejsce w kategorii tradycyjne specjały na małopolskim festiwalu smaku. Produkt wpisany na listę produktów tradycyjnych w dniu 24 czerwca 2013.

## Osoby związane z miejscowością
- Józef Dietl – właściciel miejscowego folwarku, fundator szkoły.
- Jan Pasadyn – mieszkaniec Rzuchowej. Od 1938 wójt gminy zbiorowej Pleśna. 14 września 1937 wyróżniony Brązowym Krzyżem Zasługi za zasługi na polu pracy społecznej[52].
- Bronisław Dietl (ur. 15 sierpnia 1878 w Rzuchowej, zm. 24 stycznia 1952 w Poznaniu) – prezydent Torunia w latach 1921–1922, starosta inowrocławski w latach 1922–1929.
- Zofia Czaja – urodzona w Rzuchowej w 1935. Posłanka na sejm kadencji 1985-1989.